# 國際足協女子室內五人足球世界盃
國際足協女子室內五人足球世界盃（英語：FIFA Futsal Women's World Cup）是國際足球協會（FIFA）舉辦的一項室內五人制足球年度賽事，由國際足協各成員國的成年女子室內五人足球代表隊參加。本賽事成立於2022年12月，首屆賽事將於2025年舉行，主辦國為菲律賓，參賽隊伍共有16隊。
國際足協曾在2018年承諾舉辦一項全球性的女子五人制足球國家隊競賽，卻在2022年受到國際女子五人制足球員協會（International Women's Futsal Players Association）強烈譴責，指出國際足協並未兌現先前的承諾，對女子五人制足球員造成極大的不平等對待。

## 參賽資格
首屆賽事共有16支參賽隊伍，各大洲協會的席位分配如下：
- 亞洲足球聯盟（3 隊）
- 非洲足球協會（2 隊）
- 中北美洲及加勒比海足球協會（2 隊）
- 南美洲足球協會（3 隊）
- 大洋洲足球協會（1 隊）
- 歐洲足球協會（4 隊）
- 主辦國（1 隊）

## 歷屆賽事一覽
| 年份 | 主辦國 |      | 決賽 | 決賽 | 決賽 |      | 季軍戰 | 季軍戰 | 季軍戰 |  | 參賽 隊數 |
| 年份 | 主辦國 | 冠軍 | 比分 | 亞軍 | 季軍 | 比分 | 殿軍   |        |        |  | 參賽 隊數 |
| 2025 | 菲律賓 |      |      |      |      |      |        | 16     |        |  |           |

## 歷屆賽事各國參賽情況
- 1st — 冠軍
- 2nd — 亞軍
- 3rd — 季軍
- 4th — 殿軍
- QF — 半準決賽
- × — 未參加 / 退賽 / 被禁賽
- Q — 晉級至下一階段賽事
- — 主辦國

| 隊伍   | 2025 （16） | 晉級次數 |
| ------ | ----------- | -------- |
| 新西兰 | Q           | 1        |
| 菲律賓 | Q           | 1        |